# Gonocaryum calleryanum
Gonocaryum calleryanum är en järneksväxtart som först beskrevs av Henri Ernest Baillon, och fick sitt nu gällande namn av Odoardo Beccari. Gonocaryum calleryanum ingår i släktet Gonocaryum och familjen Stemonuraceae. Inga underarter finns listade i Catalogue of Life.